# 分子演化
分子演化是指細胞分子（如DNA、RNA和蛋白質）的序列組成在不同世代間發生改變，或是指研究此現象的學門。此研究領域主要使用演化生物學和族群遺傳學的原理來解釋分子演化的規律，主要的研究主題有點突變的發生率和影響、中性漂變和自然選擇的相對重要性、新基因的起源、複雜性狀的可遺傳性、物種形成的遺傳基礎、發育過程的演化、以及演化力量對基因體及性狀的影響。

## 發展史
分子演化發源自20世紀初的「比較生物化學」，在1960至70年代成形。蛋白質定序技術的發展讓分子生物學家得以用序列比對來進行種系發生的研究，並用同源序列的差異程度建立分子時鐘來推估最後共同祖先的存在時間。1960年代末，中性理論的發展讓分子時鐘有了理論基礎，並和主張自然選擇是主要演化動力的學者們產生激烈爭辯。1970年代，核酸定序的技術讓分子演化進一步推展到高度保守的核醣體RNA，讓生物學家可以推論早期的生命演化史。

### 早期
在分子生物學於1950~1960年代成形之前，透過比較物種間的生化差異來研究演化的可能性只有少數生物學家探究過。艾弗德·史都特方在1921年預測到染色體反轉，並和費奧多西·多布然斯基在1937年首次在Drosophila Pseudo-obscura果蠅中用染色體反轉的數量重建了17個品系的種系發生史。厄尼斯特·鮑德溫（Ernest Baldwin）的比較生物化學研究在1930年代開始；1940年代馬歇·弗洛金（Marcel Florkin）首創用分子和生化特徵重建種系發生的技術。但一直到1950年代生物學家才發展出能收集生化資料作為分子演化計量研究的方法。
第一個分子系統分類學研究是用免疫分析和蛋白指紋技術達成。1954年艾倫·博伊登（Alan Boyden）由喬治·努特爾（George Nuttall）的免疫學技術延伸出新的技術。在1960年代初，寇地思·威廉斯（Curtis Williams）和莫里斯·古德曼（Morris Goodman）便用免疫比對來研究靈長類的種系發生。萊納斯·鮑林和他的學生則兼用新發明的電泳和紙質層析來分析部份消化的蛋白質，而建立了二維的資訊，這讓同源蛋白質的比較更加精細。
1950年代也有一些自然學家嘗試了分子技術，如恩斯特·邁爾和查理斯·希伯利（Charles Sibley）。邁爾放棄了紙質層析，但希伯利用電泳分析蛋白蛋白質進行鳥類分類，並輔以DNA雜合，開啟了他一生在分子系統分類學的研究。
雖然這些早期的研究在演化生物學界有些許摩擦，但整體而言沒造成太大的影響，直到分子生物學對基因的本質提供了新的觀點。

#### 遺傳負荷、古典/平衡爭議、以及異型合子的量測
1950年代分子生物學開始成形時，有個爭辯了很久的議題——古典/平衡爭議——是關於雜種優勢的成因。1950年·詹姆斯·F·克羅（James F. Crow）提供了兩個可能解釋，後來被稱為「古典派」和「平衡派」。「古典派」立場可溯源自J·B·S·霍爾丹在1937年提出的難題：有害突變對一個族群的平均適應力的影響只取決於突變率，因為危害較重的突變都會迅速被天擇移除，只有危害較輕的突變會維持較久，H·J·馬勒稱之為遺傳負載。馬勒進一步主張雜種優勢是因為生物帶有有害的隱性同型合子，這些有害的基因在雜交時會被顯性的等位基因隱藏。依此論點，天擇會偏好同型合子，放射線等引發突變的因子只會提高遺傳負載。而「平衡派」主要來自布魯斯·華勒斯（Bruce Wallace）和傑克·L·金恩（J. C. King），主張超顯性（異型合子帶有較高的適應度）才是雜種優勢的成因。依此論點，天擇會偏好異型合子，而放射線可以增加異型合子而提高族群的適應度。
這個爭議在1950年代漸漸成為族群遺傳學的核心問題。1958年華勒斯的果蠅研究顯示放射線誘發的突變提高了本來是純品系的果蠅，為平衡派立場提供了證據。華勒斯並估算野生果蠅應有約一半的基因座是異型合子。木村資生的數學分析則顯示就算超顯性基因座很少，它們仍可能解釋很大比例的基因多樣性，因此他和他的導師克羅持古典派立場。克羅和木村資生更進一步提出無限等位基因模型（infinite alleles model），可以依據族群大小、突變率以及天擇對突變的影響來推算等位基因的數量。這表示只要異型合子的比例可以量測出來，就能用來分辨古典派或平衡派何者較正確。
到了1960年代中期，蛋白質電泳等生物化學和分子生物學技術允許生物學家測量自然族群的異型合子比例（heterozygosity）。量測的結果發現果蠅有很大比例的異型合子（平均為12%）。但結果卻引發不小爭議，因為當時主流不認為中性的基因佔多數，而結果雖支持平衡派的解釋，但這解釋會造成很大的分離負載（segregation load）。

#### 蛋白質序列和分子時鐘
演化生物學家和分子生物學家開始朝對方的領域發展。
1951~1955年間用胰島素建立蛋白質定序的基本技術後，弗雷德里克·桑格等人在1956年發表了一些跨物種的序列比對·弗朗西斯·克里克和查理斯·希伯利（Charles Sibley）等人看出了用生物序列重建種系發生史的可能。至1960年代初期，蛋白質定序的技術已經允許比較同源胺基酸序列。1961年伊曼紐·馬戈列許（Emanuel Margoliash）等人定序了馬和另外幾種生物的細胞色素c。
1962年萊納斯·鮑林和艾美·祖柯坎（Emile Zuckerkandl）提出了分子時鐘，透過比較同源蛋白質的差異來推算雙方分歧的時間。祖柯坎將他想到的概念用在鮑林的研究的血紅素上，當時正由瓦特·薛德（Walter Schroeder）定序。結果不但符合已知的脊椎動物種系發生史，還進一步支持一個1957年提出的假說：同一個生物內的不同血紅素蛋白是同源的。從1962至1965年間兩人進一步完善了分子時鐘的理論，而艾莫·P·史密斯（Emil L. Smith）和馬戈列許將分析研伸到細胞色素c。這些研究和當時基於古生物學建立的已知種系發生時間吻合，但是分子時鐘的基本假設——蛋白質的演化速率很一致——是非常有爭議的。

## 分子演化的機制
基因體的結構和內容是受分子生物學和族群遺傳學的力量影響，新的基因由突變產生，並因遺傳漂變或天擇而改變它在族群中的頻率，可能完全取代其他的基因，或是消失。

### 突變

五種大規模圖變示例。

突變是細胞或病毒的遺傳物質上永久（但可逆）、可遺傳的改變，是唯一能產生新的基因的方式。突變源自細胞分裂時DNA複製的錯誤，或接觸到放射線、特定致癌物、環境壓力、或病毒和跳躍子。大多數突變是造成單核苷酸多態性的點突變，只改變核酸序列上的單一個鹼基。另外也有較大規模的突變如複製（duplication）、插入（insertion）、刪除（deletion）、反轉（inversion）和轉移（translocation）。
各種點突變發生的機率不同，會影響GC含量。點突變可分為同類置換（transition，又譯轉換，指腺嘌呤和鳥嘌呤或胞嘧啶和胸腺嘧啶之間的替換）和異類置換（transversion，又譯顛換，指嘌呤和嘧啶之間的替換），其中同類置換較常發生，而異類置換則較常造成蛋白質的胺基酸序列改變。
點突變是隨機發生的，通常機率很低。在大多數生物中，單一核苷酸的突變率很低，約在每世代每核酸10−9~10-8，不過在病毒中有時可高達10−6。因為突變很少發生，它們是很緩慢地隨著世代累積。隨然每個世代產生的突變數目並不固定，但長時間下來突變會以固定的速率累績。比較序列之間單核苷酸多態性的數量，除以每世代的平均累積的突變數量，可以估算出兩個支系分歧了多久，此方法稱為分子時鐘。
取決於新突變的相對適應度，新的突變可能被不同的演化力量影響。如果新突變對個體有利或有害，會受天擇影響，如果是中性（不影響適應度），則主要受遺傳漂變影響。參見下方「各機制的相對重要性」一節。

### 遺傳重組
遺傳重組會交換不同染色體或同一染色體的不同區域之間的基因，而打破遺傳連鎖，讓基因能夠自由組合，並降低遺傳便車效應（genetic hitchhiking）。這使得天擇更有效率，因此，重組率高的區域會保留較少有害突變、較多有利的等位基因、和較少DNA複製的錯誤。
重組也可能造成突變。當染色體對齊失誤時，重組可能造成許多種大範圍的突變。另外還有一種機制稱為基因轉換（Gene conversion），是指DNA修複時，在切除錯誤的鹼基後，使用另一個同源基因作為互補模板來進行DNA修復，合成修復的DNA。基因轉換能造成等位基因在配子中偏離1:1的比例，除此之外，還會造成同源基因之間的差異下降，降低核酸分歧的程度，稱為協同演化（concerted evolution）。

### 遺傳漂變

模擬一個中性的等位基因的隨機漂變50世代10次，並比較三個不同的族群大小。同樣由0.5的頻率開始，上方族群較小時，基因容易失去（頻率為0）或達到固定（頻率為1），而下方較大的族群則較不受漂變的影響。

遺傳漂變是因為族群大小有限時，隨機採樣造成等位基因頻率在世代間隨機改變。即使不同等位基因有相同的適應度，它們仍會因機率而提高或降低頻率，直到頻率降到0（丟失）或升到1（固定）。就算適應度不同，若差異不大或是有效族群大小很小，這些近中性的變異仍會受到遺傳漂變的影響。許多基因體的特徵都可能漂變作用在近中性變異上的結果。

### 選擇
當生物的適應度不同時，即會發生選擇，也就是說當一個基因能讓個體更能存活、競爭配偶或生育後代時，這種個體會產生較多後代，因此下一代會有較多這種基因。選擇包括自然選擇、人工選擇和性選擇。自然選擇源自個體對其周遭有機或無機的自然環境有不同的適應度，性選擇源自擇偶偏好，有些基因能幫助個體得到異性的青睞，而不見得會幫助個體適應環境。人工選擇即育種是人為選殖偏好的特徵。
各種選擇在族群遺傳學上的原理是類似的，但對分子演化的影響不儘相同，因為不同功能的基因常有不同的分佈，例如性徵的基因常分佈在性染色體上，因此性選擇也較常影響性染色體的演化。
選擇可以作用在基因而非個體的層級，即使降低個體的適應度，自私DNA仍然可以演化，造成基因組內部衝突。例子包括跳躍子、減數分裂驅動者（meiotic drivers）、殺手X染色體（killer X chromosomes）、自私粒線體（selfish mitochondria）、自我複製內含子 （self-propagating introns）。這對基因體的演化有重大影響。

### 各機制的相對重要性
基於前述各機制的相對重要性，分子演化可以分出三大派觀點。
天擇假說主張自然選擇是分子演化的主要力量。此理論同意許多突變是中性的，但認為這些基因的頻率主要受其他與之有連鎖不平衡的基因上的天擇影響，而不是遺傳漂變。此假說也認為微弱的天擇足以解釋密碼子偏差（Codon usage bias） 。
中性假說強調突變、淨化選擇（purifying selection）和遺傳漂變。木村資生建立的中性理論稱大多數的突變是有害的，會快速被天擇移除，餘下的突變中，大多數則是中性的（意即不影響適應度），只有非常少數會提高適應度。這些佔多數的中性突變是受遺傳漂變影響，並解釋核苷酸多態性和物種差異。這個理論很快地得到傑克·L·金恩（Jack L. King）和湯瑪士·H·秋克斯（Thomas H. Jukes）的研究支持，讓學界激烈爭辯新達爾文主義在分子演化的重要性。此理論的一個變形是近中性理論，認為大多數突變接近中性，但不是完全中性，因此隨機漂變和天擇都強烈影響分子演化。
突變假說則強調突變在分子機制上的特定偏向。第一位提出現代突變論的是末岡登（Naboru Sueoka），他主張GC含量的差異不是天擇的影響，而是GC突變壓力的結果。

## 基因體的演化
基因體的各種特徵，包括其大小、序列特徵、染色體數目與結構、基因在基因體中的分佈等等，都是分子演化的重要主題。

### 基因體大小
基因體的大小取決於基因的數量和重複序列的多寡。基因體的大小——又稱C值——和生物的複雜程度並沒有相關，這個看似不合理的現象稱為C值謎。這個謎題的解釋有二：首先，不會轉錄非編碼DNA如重複序列可以佔非常大的比例，讓基因體變得很大；再者，不是每個基因都對應到特定的發育階段或組織類型，很多基因功能重複或、不會表現、或是只調節基他基因，也會讓基因體變大而不增加生物的複雜度。
包括哺乳類在內的許多真核生物都帶有大量的非編碼DNA，而基因體大小和大多數生理特徵都沒有關連。一般認為，真核生物的基因體大小受到的天擇不強，因此許多突變都是近中性的，重複序列和其他非編碼可以在族群中累積而影響個體的適應力。不過鳥類的基因體較小，重複序列很少，這可能是因為鳥類的紅血球有細胞核，而越大的細胞核能帶的氧氣越少，但鳥類是內溫動物而且會飛行，為了維持夠高的代謝率產生足夠的能量，紅血球必需有效率地運送氧氣，這造成鳥類的C值受到較強的天擇。有間接證據顯示恐龍的基因體也偏小，符合其內溫調節和跑步的特徵。許多原核生物的基因體也受天擇影響，因為較大的基因體在DNA複製較花時間，也比較耗能，影響個體的適應度。

### 重複序列和跳躍子

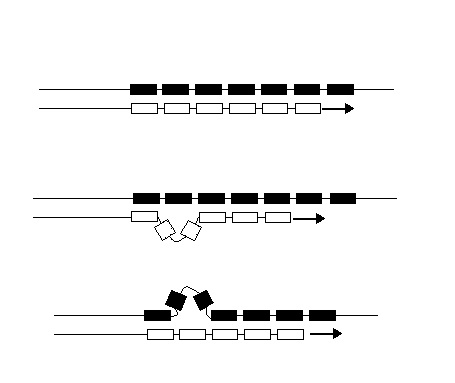
微衛星序列在DNA複製時容易發生滑動而造成其長度改變。圖中的每個方格代表相同的一段重複序列，黑色是舊的DNA，在DNA複製時作為模板，白色是新合成的DNA。上：正常無突變的複製。中：新合成的DNA產生環圈而變長。下：舊的DNA產生環圈造成新合成的DNA較短。

DNA序列裡面可以發現許多不斷重複的序列。其分佈連續在一起的是局部分佈的重複序列（localized repeated sequences）串聯重複序列（tandem repeat），可再依單元序列的長短分為衛星序列（satellite）、小衛星序列（minisatellite）和微衛星序列（microsatellite）；分佈較為分散的是散佈重複序列（interspersed repeat），可以細分為短散落元件（short interspersed nuclear element）和長散落元件（long interspersed nuclear element）。在靈長目中，最常見的短散落元件是Alu元件，長散落元件是CRISPR/Cas 系統。
很多散佈重複是跳躍子，即可以在基因體中自我複製並移動位置的序列；許多跳躍子序列和病毒序列類似。跳躍子的演化是以基因為單位的演化，天擇直接作用在跳躍子本身，而非帶有跳躍子的個體。跳躍子對基因體的演化有重大影響。

### 基因內容和分佈
不同物種帶有不同數量的基因，以不同的模式散布在其基因體內。有些物種，如大多數細菌、Drosophila屬果蠅、擬南芥的基因體特別緊湊，非編碼DNA較少。相較之下，哺乳動物和玉米的基因體則有大量的重複序列、較長的內含子以及非編碼DNA。基因的內容和分佈會改變其突變率，而影響該基因以及整個物種的演化。帶有較長內含子會使編碼序列之間的距離增加，而使基因比較容易發生重組，包括異位重組（ectopic recombination）, 也因此容易造成新基因的形成。

### 染色體數目與結構
一個生物的基因體內的染色體數目在物種之間有非常大的變化，並和其DNA長度並不相關。例如傑克跳蟻（Myrmecia pilosula）只有一對染色體，而心臟葉瓶爾小草有1260對染色體。纖毛蟲基因體內的每一個基因都有獨立的一個染色體， 因此基因之間都沒有遺傳連鎖，這讓天擇的效率大為提高。
染色體數目的演化對物種形成可能有舉足輕重的影響，因為不同的染色體數目會造成生殖隔離。人類2號染色體是融合自兩條黑猩猩的染色體，仍帶有位在中間的端粒以及第二個殘留的著絲粒。植物中常出現多倍體，特別是異源多倍體（allopolyploidy），造成雜交後代和任一親代產生生殖隔離，於是在一個世代內形成同域種化。點灰蝶屬蝴蝶的染色體數目差異極大，從10對到134對都有，該屬也是種化頻率最高的支系之一。

### 胞器基因
除了細胞核內的基因，內共生胞器也有自己的基因，通常是環狀的質體。粒線體和葉綠體DNA在不同類群中並不相同，但膜蛋白——尤其是和電子傳遞鏈的構成分子——通常編在胞器基因中。大多數生物的粒線體和葉綠體是母系遺傳，因為這些胞器存在較大的卵中，而不是精子。在少數特例（如一些孔雀蛤）中，粒線體是父系遺傳。

## 新基因的起源
新的基因座可以由許多種不同的機制產生，包括基因複製、反轉錄複製轉移、基因嵌合（chimeric gene formation）、基因截短（gene truncation）、以及招收非編碼序列等直接形成（de novo origination）機制。
基因複製發生時，一段基因序列產生另一份複製，而有了冗餘重複，重複的基因可以突變出不同功能而不影響原本的功能，或是各段複製各自專精於原始功能的一部份。除了整個基因的複製，有時也會發生基中當中的一部份複製，變成更長的基因。

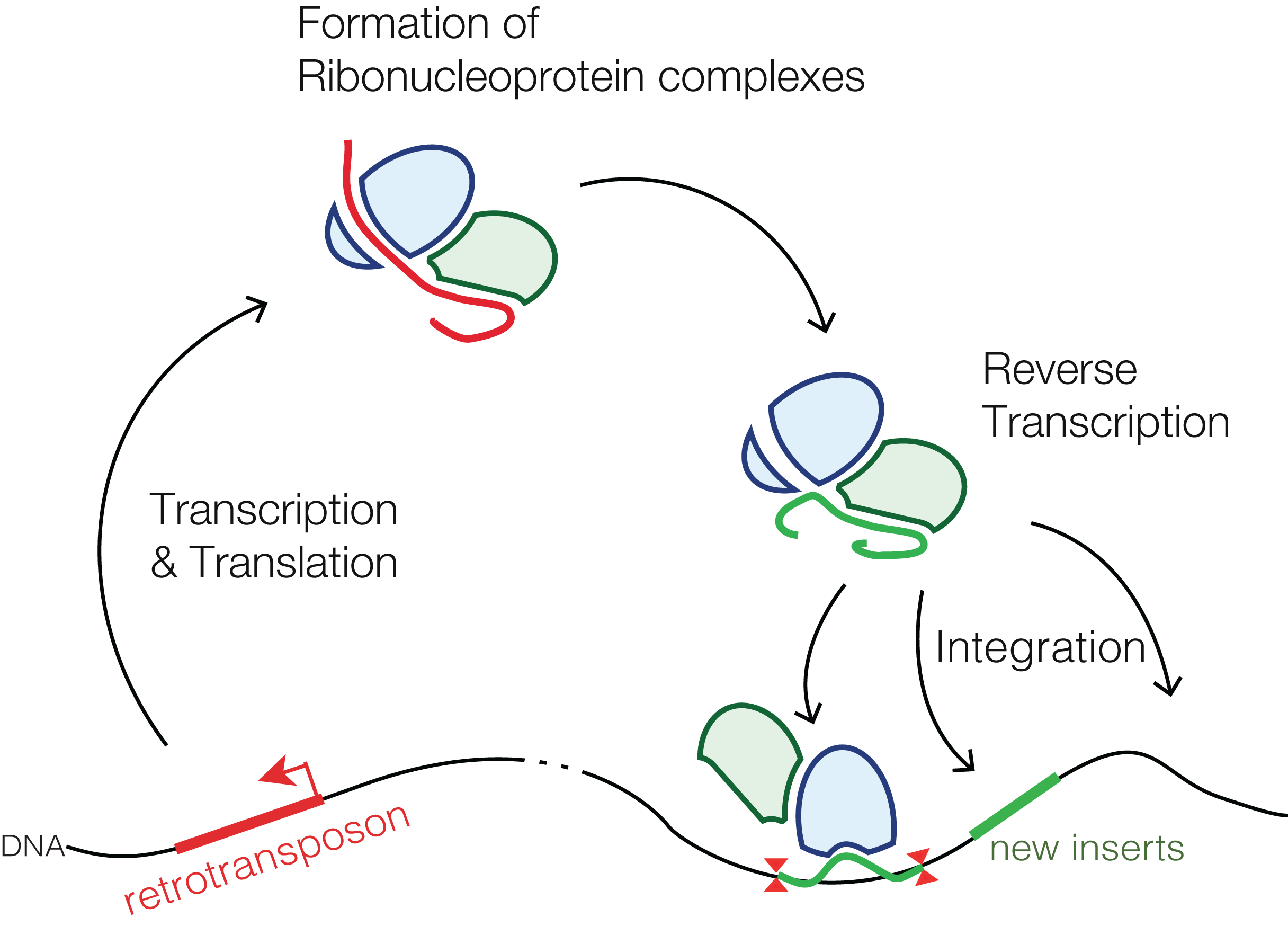
反轉錄轉移：基因體中的反轉錄轉座子（左下）經轉錄及轉譯產生核醣蛋白複合體（左上），然後反轉錄產生cDNA（右上），插入基因體的其他位置（右下）。

反轉錄轉移將信使RNA反轉錄成DNA並插回基因體中。反轉錄基因常插入到新的位置，而有了不同的基因表現和功能。
嵌合基因（Chimeric genes）是當複製、刪除或反轉錄轉移造成兩個不同的編碼序列嵌合在一起，而形成新的基因序列。嵌合基因常造成調節過程的改變，並可能重新排列蛋白質域來產生新的功能。
直接形成機制已在酵母菌
、稻米、以及人類
中發現。直接形成可以從已經低度表現的可轉錄序列形成，終止密碼子突變成其他密碼子或是發生框架轉移突變（frameshift mutation）時，則會形成延長的蛋白質，包含原本屬於非編碼序列的部份。招收非編碼DNA是另一個直接形成新基因的機制。例如有果蠅（Drosophila melanogaster）的基因體中有至少五個新基因是如此形成
。

## 分子分類學
分子分類學結合傳統的系統分類學和分子遺傳學，用DNA、RNA或蛋白質序列來回答系統分類學的問題，即從演化生物學的角度找出正確的生物分類法或生物分類學。一般而言使用分子分類需要約1000個鹼基長度的序列。分子分類學的建立是奠基在許多技術的發展上，如DNA定序可以準確得知DNA或RNA的鹼基。將整個基因體定序的成本正快速下降中，因此完全定序的物種數量正呈指數上升。

## 和形態演化的不同步
特別是在在單系胞生物中，分子演化和形態演化有時並不同步，會出現「單一形態多重支系」（例如趨同演化和隱存種）和「單一支系多重形態」（例如性狀可塑性和不同生命週期）。有些案例可以用中性理論解釋 。

## 學術界

### 社群和期刊
分子生物學與演化社群（Society for Molecular Biology and Evolution定期連載《分子生物學與演化》（Molecular Biology and Evolution）和《基因體生物學與演化》（Genome Biology and Evolution）兩份期刊，並舉辦年會。此領域的其他期刊還有《分子演化期刊》（Journal of Molecular Evolution）和《分子分類和演化》（Molecular Phylogenetics and Evolution）。分子演化的研究也常發表在遺傳學、分子生物學、基因體學、系統分類學或演化生物學的學術期刊。

### 知名學者
- 木村資生：提出中性理論。
- 傑克·L·金恩（Jack L. King）：為中性理論提供佐證。
- 湯瑪士·H·秋克斯（Thomas H. Jukes）：為中性理論提供佐證。
- 太田朋子：提出近中性理論；木村資生的門生。
- 根井正利：發展中性理論；木村資生的門生。
- 李文雄：分子時鐘和基因複製的研究；中央研究院院士、美國國家科學研究院院士，根井正利的門生。
- 吳仲義：物種形成的基因體研究；中央研究院院士、美國科學促進會會士，根井正利的門生。
- 約翰·李·哈比（John Lee Hubby）：發明膠體電泳，在果蠅的研究為分子演化域領打下基礎。
- 理查·勒翁亭（Richard Lewontin）：在果蠅的研究為分子演化域領打下基礎。
- 萊納斯·鮑林：提出分子時鐘，諾貝爾化學獎得主。
- 艾美·祖柯坎（Emile Zuckerkandl）：提出分子時鐘。
- 麥柯·林區（Michael Lynch）：基因體結構的研究。
- 约瑟夫·费尔森斯坦：族群遺傳學的理論研究。
- 約翰·伯頓·桑德森·霍爾丹：雜交和種化的研究。

### 重要著作
- Li, W.-H. . Sinauer. 2006. ISBN 0-87893-480-4.
- Michael Lynch. . Sinauer. 2007. ISBN 0-87893-484-7.
- A. Meyer (Editor), Y. van de Peer, "Genome Evolution: Gene and Genome Duplications and the Origin of Novel Gene Functions", 2003, ISBN 978-1-4020-1021-7
- T. Ryan Gregory, "The Evolution of the Genome", 2004, YSBN 978-0123014634